# Ян-Филип Зендкер
Ян-Филип Зендкер (на немски: Jan-Philipp Sendker) е германски журналист и писател, автор на бестселъри в жанра паранормален любовен роман и романтичен трилър.

## Биография и творчество
Ян-Филип Зендкер е роден през 1960 г. в Хамбург, ФРГ.
В периода 1990 – 1995 г. е кореспондент на „Щерн“ в САЩ, през 1995 – 1999 г. в Азия.
През 2000 г. публикува първата си документална книга „Risse in der großen Mauer“ (Пукнатини във Великата китайска стена). След нея той напуска работата си и се посвещава на писателската си кариера.
Първият му роман „Да чуеш ритъма на сърцето“ е публикуван през 2002 г. След 2 години, с отзиви от читател на читател, става бестселър.
Ян-Филип Зендкер живее със семейството си в Берлин.

## Произведения

### Самостоятелни романи
- Das Flüstern der Schatten (2007)
- Drachenspiele (2009)

### Серия „Гласът на сърцето“ (Das Herzenhören)
1. Das Herzenhören (2002)
Да чуеш ритъма на сърцето, изд.: ИК Хермес, Пловдив 2012, прев. Валентина Атанасова-Арнаудова
2. Herzenstimmen (2012)
Гласовете на сърцето, изд.: ИК Хермес, Пловдив 2013, прев. Емилия Драганова

### Серия „Шепнещи сенки“ (Whispering Shadows)
1. Whispering Shadows (2015)

### Документалистика
- Risse in der großen Mauer (2000) – документален